# Dirck Gerritsz. Pomp

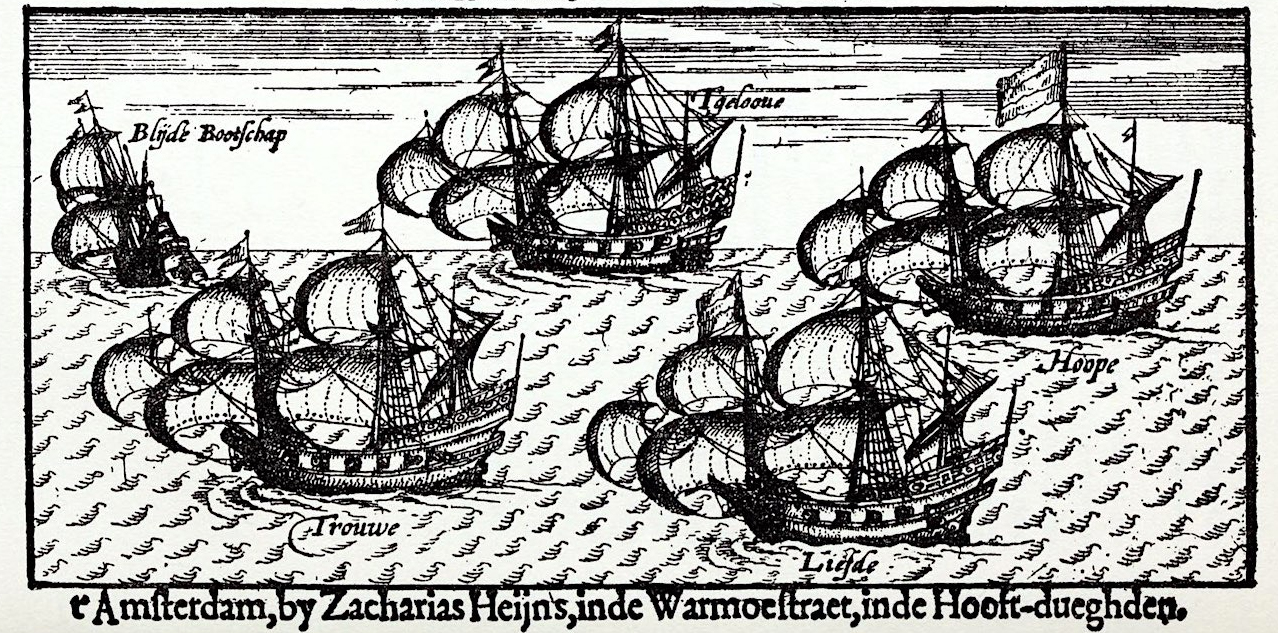
Van links naar rechts: "Blijde Boodschap", "Trouwe", "'t Geloove", "Liefde" and "Hoope". 17e-eeuwse gravure

Dirck Gerritszoon Pomp, bijgenaamd Dirck China (Enkhuizen, 1544 - vermoedelijk ter zee, 1608), was een Nederlands zeevaarder en ontdekkingsreiziger. In 1585 bezocht hij voor de tweede keer Japan en vestigde hij als een van de eersten de aandacht op de winstgevende handel tussen China en Japan.

## Reizen
In 1554 kwam de elfjarige Dirck in Lissabon aan voor een opleiding. Tussen 1566 en 1590 was hij in Portugese dienst als kanonnier; in 1568 voer hij uit naar India. In deze periode bezocht hij op een Portugees schip minstens tweemaal China, waaraan hij zijn bijnaam dankt. In 1583 leerde hij in de Portugese vestiging Goa stadsgenoot Jan Huygen van Linschoten kennen, die in de volgende jaren bij het schrijven van zijn Itinerario gebruik zou maken van Pomps kennis over de route naar China. Nadat zijn Antwerpse vrouw op de Malabar was overleden, besloot Pomp terug te keren naar zijn vaderland.
In 1592 werd Pomps beschrijving van China in de Tresoor der Zeevaart uitgegeven.
In Sina woont seere goet volck ende is een landt seer ryck van Gout, Edel ghesteente, alderhande syde, Perlen, Perlemoer, Camfer, Quicksilver, Rhabarber, Goutdraet, Muscus ende van al dat men mach bedincken, iae al wildemen daer mede laden een schip van dryhondert last... D'inwoonders... hebben Afgoden als Duyuelen in hun kercken gheschildert die sy eeren. Sy laten hun nagels groeyen also lanck als sy mogen, mits dat sy gheen gheweere draghen moghen. D'inwoonders van desen lande zyn brassers, sy eten alderhande spyse, maer liever van een hont dan van eenich ander wiltbraet oft gedierte. Sy maecken henlieder wyn oft dranck van Rys, daerin sy hun drancken drincken: nochtans zyn sy cloecksinnighe lieden, die alle dinghen connen seer subtylyck ende scherpsinnich maecken.
In 1598 liet hij zich overhalen mee te gaan met de expeditie van Jacob Mahu, die via Straat Magellaan Indië wilde bereiken. Pomp werd na Mahu's dood kapitein op het schip de Blijde Boodschap. Nadat de schepen uit elkaar waren geraakt, dreef hij af naar het zuiden. Daar zou hij (in 1599), op 64° zuiderbreedte, land hebben gezien. Jacob le Maire beschrijft dit in 1616 aldus:
Door alle contrarie Winden is apparent dat Dirck Gerritsz, die ghebreck aan sijn Boeg-Spriet en Fockemast hadde, soo verre Suytwaerts is ghedreven, namelick op vier en tsestich graden besuyden de Straet, op die hoochte wesende, sach int Suyden leggen heel hooch Berchachtich Landt, vol Sneeuw, als het Landt van Noorweghen, heel wit bedeckt en strecktede hem al of het nae de Eylanden van Salomon wilde loopen.
Er is lang over getwijfeld of Dirck Pomp de Zuidelijke Shetlandeilanden heeft gezien en dus als de ontdekker van deze eilanden voor de kust van Antarctica kan gelden. IJzerman meent bijvoorbeeld in een van de werken van de Linschoten-Vereeniging op grond van Spaanse gegevens dat men slechts tot 56° zuiderbreedte was gekomen en vond geen indicatie van ontdekt land.
Toen het schip van Dirck Gerritz vanwege een gebrek aan mondvoorraad ten slotte de haven van Valparaiso binnenliep, werd de bemanning gevangengenomen. Pomp verkocht zijn schip aan de Spanjaarden of het werd in beslag genomen. Na zijn terugkeer in 1604 vestigde hij zich als koopman in Enkhuizen, maar in 1606 ging hij in dienst van de Vereenigde Oostindische Compagnie weer naar zee. Hij voer op het schip Patani van de vloot van Paulus van Caerden naar Indië, maar in januari 1608 in Bantam aangekomen keerde hij diezelfde maand weer terug met de Oranje van Cornelis Matelieff, vermoedelijk in verband met zijn afnemend gezichtsvermogen.

## Antarctica

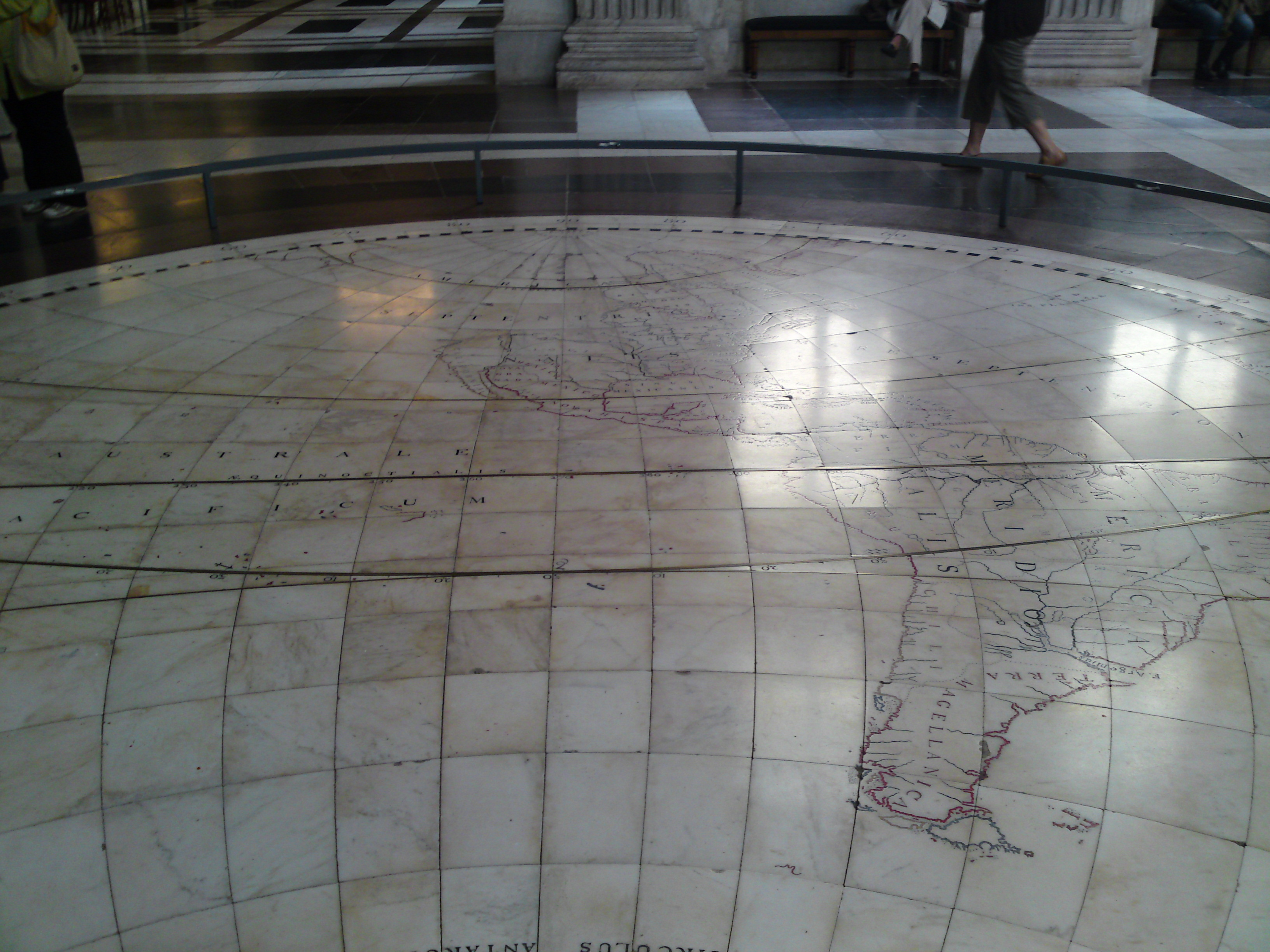
Klein stukje kustlijn van Antarctica in het Paleis op de Dam

Op kaarten van Antarctica werd tot 1900 het gebied van de Zuidelijke Shetlandeilanden en de Palmerarchipel aangegeven met de naam Dirck Gerritsz Archipel. Daarna is er een eeuw lang getwijfeld aan de juistheid van dit gegeven, maar volgens het scheepsjournaal van Jacob Le Maire zou Pomp toch als eerste deze eilanden in zicht hebben gekregen. De stad Amsterdam erkende de ontdekking van Antarctica door Dirck Gerritsz al in 1648, toen men daar in een witmarmeren vloer van het nieuwe stadhuis op een grote wereldbol ook een klein deel van de kustlijn van Antarctica afbeeldde. Dirck Gerritsz wordt behalve als een van de eerste Nederlanders die China en Japan bezocht, gezien als de eerste die het koude continent aanschouwde.

## Dirck Gerritsz Laboratorium
In 2013 werd een Nederlandse onderzoeksfaciliteit op de Britse zuidpoolbasis Rotera naar de ontdekkingsreiziger vernoemd.